# Trombospondina
Las trombospondinas (TSP) son proteínas de secreción con capacidades antiangiogénicas.

## Tipos
Las trombospondinas (TSP) conforman una familia de proteínas multifuncionales que se componen de las trombospondinas 1-5, las cuales a su vez se dividen en dos subgrupos: A, que contiene a TSP1 y TSP2; y B, que contiene a TSP3, TSP4 y TSP5 (también designada como proteína oligomérica de cartílago o COMP). TSP1 y 2 son homotrímeros, componiéndose de tres subunidades idénticas, mientras que TSP3, 4 y 5 son homopentámeros.
TSP1 y TSP2 son producidas por astrocitos inmaduros durante el desarrollo del cerebro, que promueve el desarrollo de nuevas sinapsis.

### Trombospondina 1
La trombospondina 1 (TSP1) es codificada por el gen THBS1. Fue aislado por primera vez de plaquetas estimuladas previamente con trombina, razón por la cual fueron designadas como 'proteínas sensibles a trombina' (trombospondina). Desde este primer descubrimiento, la función de TSP1 ha sido encontrada en multitud de procesos biológicos incluyendo angiogénesis, apoptosis, activación de TGF-beta y regulación del sistema inmune. Por ello, TSP1 es considerada una proteína multifuncional.
TSP1 tiene muchos receptores entre los que cabe destacar CD36, CD47 y ciertas integrinas.
TSP1 presenta actividad antiangiogénica, inhibiendo la proliferación y migración de células endoteliales por interacción con el receptor CD36 expresado en la superficie de estas células. Péptidos inhibidores y fragmentos de TSP1 se unen a CD36, conduciendo a la expresión del ligando de Fas (FasL), que activa la expresión de Fas. Esto produce la activación de caspasas y apoptosis celular. Cuando los tumores ven incrementada su expresión de TSP1 crecen más lentamente, exhiben una menor angiogénesis y producen menos metástasis, lo que convierte a TSP1 en una atractiva diana para el tratamiento del cáncer. Debido a que TSP1 es extremadamente grande (~120 kDa cada monómero), no muy abundante y ejerce múltiples acciones, su utilidad clínica es cuestionable. No obstante, se están probando moléculas pequeñas basadas en la secuencia del péptido de unión a CD36 de TSP1. Un análogo, ABT-510, posee una potente actividad pro-apoptótica en células en cultivo, mientras que clínicamente parece ser excelentemente tolerado con beneficios terapéuticos contra diversas dolencias. 

## Proteínas humanas que contienen este dominio
ADAMTS1;   ADAMTS10;  ADAMTS12;  ADAMTS13;  ADAMTS14;  ADAMTS15;  ADAMTS16;  ADAMTS17;
ADAMTS18;  ADAMTS19;  ADAMTS2;   ADAMTS20;  ADAMTS3;   ADAMTS4;   ADAMTS5;   ADAMTS6;
ADAMTS7;   ADAMTS8;   ADAMTS9;   ADAMTSL1;  ADAMTSL2;  ADAMTSL3;  ADAMTSL4;  ADAMTSL5;
BAI1;      BAI2;      BAI3;      C6;        C7;        C8A;       C8B;       C9;
C9orf8;    C9orf94;   CFP;       CILP;      CILP2;     CTGF;      CYR61;     HMCN1;
LIBC;      NOV;       PAPLN;     RSPO1;     RSPO3;     SEMA5A;    SEMA5B;    SPON1;
SPON2;     SSPO;      THBS1;     THBS2;     THSD1;     THSD3;     THSD7A;    THSD7B;
UNC5A;     UNC5B;     UNC5C;     UNC5D;     WISP1;     WISP2;     WISP3.